# Битка при Цушима
Битката при Цушима е морска битка, започнала на 27 май 1905 година в района на остров Цушима (в пролива Цушима) в Японско море, в която руският имперски военен флот търпи тежко поражение от японците в хода на Руско-японската война.
Битката при Цушима се смята за повратен момент във воденето на морски сражения, след като линейната формация на руския боен флот претърпява пълно поражение от японските бойни кораби с превъзхождаща маневреност и въоръжение с по-голяма далекобойност. Анализите на тази битка водят морските стратези до изоставяне на старата стратегия на обстрелващи се линейни кораби за сметка на доктрината за решителното сражение (Kantai kessen) – непосредствена схватка между бойните съдове, изпитание за тяхната маневреност, далекобойност и скорострелност.

## Предистория

### Руско-японска война от 1904 – 1905 г.
Руско-японската война (10 февруари 1904 – 5 септември 1905) избухва вследствие на съперничеството на Руската империя и Япония за проникване и контрол върху Манджурия и Корея. Тя избухва след дипломатически скандал между императорските правителства с колониални амбиции в Далечния Изток. След като цар Николай II получава Порт Артур като пристанище и търговска зона, а негови емисари спечелват концесии за дърводобив в Корея и се учредява Руско-корейската банка, японските протести стават отчаяни и намират израз в подписания Договор за военна взаимопомощ с Британската империя. Напрежението ескалира, тъй като русите имат подобен договор с Франция още от времето на Александър II – дядото на Николай II. Кайзер Вилхелм, братовчед на слабохарактерния руски цар, допълнително „налива масло в огъня“ при тяхна среща с поздрава:
| „ | Императорът на Западния океан поздравява Императора на Източния океан. | “ |

Възприет съвсем буквално, този призив действа като зелена улица за царската администрация за експанзията на изток. Последва военна кампания, при която отдалечените от ресурсите си и немотивирани руски войски бързо преминават в отбрана и дори отстъпление. Това засяга и далекоизточния боен флот, който е разпръснат и блокиран в пристанището на обсадения по суша Порт Артур. Това разочарование не сломява петербургските стратези начело с руския цар и те решават да продължат войната. Единствената възможност за възстановяване на баланса на силите и вземане на инициативата в бойните действия се смята предимството по море. Ситуацията изисква крайни мерки и царските генерали решават да изпратят своя Балтийски флот на другия край на страната.

### Втора тихоокеанска ескадра
Руската 2-ра тихоокеанска ескадра под командването на вицеадмирал Зиновий Рождественски напуска пристанището на Ревел в Балтийско море през есента на 1904 година. Задачата ѝ е да свали блокадата над Порт Артур – задача по силите само на 1 руски офицер като ползващия се с височайшо благоволение Рождественский. Истината обаче е съвсем друга. Корабите на Балтийския флот са или твърде стари, или недобре оборудвани, а личният състав е събран набързо, като на война. Смята се, че в екипажите са попаднали много криминално проявени и политически разследвани лица. Инструкциите са наваксването на недостатъчната плавателна и бойна подготовка с упражнения по стрелба да се осъществи по дългия път до Далечния изток.
Ескадрата преминава хиляди мили в Атлантика, заобикаля нос Добра Надежда и достига остров Мадагаскар далеч не без произшествия. Още в Догер банк, Северно море, страхът вижда в светлините на английска рибарска флотилия мним японски враг, по който се открива безпорядъчен и неточен огън. Потопени са лодки, загиват двама рибари, а цяла Англия, съюзник на Япония, е възмутена. Британски кораби са изпратени за „унизителен“ ескорт на руската ескадра до Виго, Северна Испания. „Битката“ става недалеч от пристанището на град Хъл и е известна като Хълски инцидент или Инцидента от Догер банк.
През целия си маршрут руската ескадра не среща никакво съюзническо пристанище и често е зареждана с въглища в открито море от германски транспортни кораби. На Мадагаскар към флота на Рождественский се присъединява черноморска ескадра под командването на контраадмирал Добротворский, а при бреговете на Индокитай към нея се присъединява 3-та тихоокеанска ескадра под командването на контраадмирал Николай Небогатов. Въпреки инструкциите от Петербург създалите се условия напомнят триумвират, с който Рождественский не се справя достатъчно авторитетно.
Презокеански рейс на руските ескадри:
- в син цвят – път на отряда на Рождественский
- жълт – отряд на Добротворский
- червен – отряд на Небогатов

На 2 януари 1905 година по време на прехода Порт Артур е превзет от японските войски въпреки усилията на командващия гарнизона адмирал Степан Макаров. Загубила целта на своята експедиция, ескадрата се отправя към Владивосток. Рождественский взема решение да избягва морско сражение, за което започва да става все по-ясно, че руските екипажи не са достатъчно подготвени. Адмиралът насочва обединената ескадра в килватерна колона към тесния пролив Цушима, търсейки най-прекия път на север.

## Сражение
През нощта на 26 срещу 27 май 1905 г. движещата се в 3 колони ескадра навлиза в Цушимския пролив. По всички правила на мореходното дело я предхожда разузнавателен авангард от бързи миноносци и леки крайцери, а основната сила напредва с по-бавна скорост (5 възела), съблюдавайки светомаскировка.

### Руски сили
Загубили целта на своята експедиция, руските екипажи имат мотивация единствено за пътуване до най-близкото приятелско пристанище – Владивосток.
В дебюта на сражението Рождественский разполага с линейна ескадра бойни съдове с броневи пояс по ватерлинията, състояща се от 12 броненосни кораба (разделени на 3 броненосни отряда по 4 съда) и поддържащи крайцери и миноносци. Основните бойни единици са броненосците „Ослябя“, „Сисой Великий“ и „Бородино“, както и броненосните крайцери „Адмирал Нахимов“, „Дмитрий Донской“ и „Владимир Мономах“. По въоръжение те превъзхождат японските сили, но мореходните качества на остарелите съдове на руската ескадра и ниската мотивация на екипажите отстъпват пред повишената скорострелност и далекобойност на японските артилеристи.

### Японски сили
Адмирал Того води армада от повече от 60 единици с една-единствена цел – да неутрализира бойната ескадра на Русия, достигнала така близо до японските брегове.